# 부번현 삼치제
부번현 삼치제(府藩県三治制)는 메이지 시대 초년의 지방 행정 제도이다.

## 개요
1868년 6월 11일(게이오 4년 윤 4월 21일), 정체서(법령 제331호) 공포에 따라 메이지 유신 후 도쿠가와 막부의 직할지에 있던 재판소를 폐지하고, 그 중 조다이·교토 소사대·봉행의 지배지를 부, 그 외를 현으로 하여 부에는 지부사, 현에는 지현사를 두었으나, 번은 종래와 마찬가지로 다이묘가 지배하고 했다. 또한 하타모토령, 사찰령 및 다이묘·하타모토의 어예소 등의 관할까지는 정해져 있지 않았으나, 1868년 7월 13일(게이오 4년 5월 24일) 하타모토 봉토의 부현관할지령(법령 제418호)에 의해 하타모토령(만석 이하의 영지)과 사찰령이 가장 가까운 부현의 관할이 되도록 규정했다. 그러나 전국적으로 일률적으로 하타모토령·사찰령이 부현의 관할이 된 것은 아니었다.
1869년 7월 25일(메이지 2년 6월 17일)의 판적봉환으로 삼치제가 확립되어 번도 국가의 행정구역이 되었고, 옛 번주(다이묘)는 지번사로 임명되었다. 지번사는 중앙정부가 임명하는 지방관이며, 번의 영역도 번주에게 지배권을 안겨준 "소령"이 아니라 지방관인 지번사가 중앙정부로부터 통치권을 부여받은 "관할지"로 규정되었다.
1870년 1월 3일(메이지 2년 12월 2일) 하타모토령의 상지가 결정되어 부, 번, 현 중 하나에 소속되는 것이 정해졌다. 이에 따라 전국의 하타모토령이 소멸되었다.
1870년 10월 14일(메이지 3년 9월 10일)에 "번제"가 제정되어 번 조직의 전국적인 통일이 강제되는 등 중앙 정부의 각 번에 대한 통제가 강화되는 한편, 많은 번에서 재정 압박이 심해져 폐번을 신청하는 번이 속출했다.
메이지 3년 12월 말경 내시에 의해 번 어예소의 관할권이 부, 번, 현 중 하나로 이관되어 각지에 남아있던 번 어예소가 형식적으로 소멸했다. 1871년 2월 23일(메이지 4년 1월 5일) 사찰령의 상지가 결정되어 부, 번, 현 중 어느 한 곳에 소속되는 것이 정해졌다. 이에 따라 전국의 사찰령이 소멸되었다.
1871년 8월 29일(메이지 4년 7월 14일), 폐번치현으로 번은 폐지되고 부현제가 되었다.